# ألبرت تايلاندير
ألبرت تايلاندير (بالفرنسية: Georges Taillandier) مواليد 1879، هو دراج فرنسي. شارك في دورة الألعاب الأولمبية الصيفية وفاز بميدالية أولمبية.

## الميداليات
| الميدالية | المسابقة                       |
| --------- | ------------------------------ |
| ذهبية     | الألعاب الأولمبية الصيفية 1900 |

## روابط خارجية
- ألبرت تايلاندير على موقع أرشيف الدراجات (الإنجليزية)
- ألبرت تايلاندير على موقع CycleBase (الإنجليزية)
- ألبرت تايلاندير على موقع اللجنة الأولمبية الدولية (الإنجليزية)
- ألبرت تايلاندير على موقع أوليمبيديا (الإنجليزية)
- ألبرت تايلاندير  على موقع SportsReference  - سبورتس رفرنس